# Heloneida Studart
Heloneida Studart (Fortaleza, 25 de abril de 1932 — Río de Janeiro, 3 de diciembre de 2007) fue una escritora, ensayista, dramaturga, periodista, defensora de los derechos femeninos, y política brasileña. Fueron sus padres: Edite, y Vicente Studart. Se casó con Franz Orban, quienes tuvieron seis hijos varones.
Heloneida fue elegida seis veces diputada estadual de Río de Janeiro, por el Partido dos Trabalhadores.
En 2005, fue incluida en la iniciativa colectiva de 1.000 Mujeres para el Premio Nobel de la Paz, hecha por la organización suiza Mujeres por la Paz alrededor del Mundo, visando el reconocimiento del papel de mujeres en los esfuerzos por la paz. Dentro de las 1.000 mujeres estaban 51 brasileñas, como Heleieth Saffioti, Zilda Arns y Luiza Erundina.

## Algunas publicaciones
- 1952. “A primeira pedra”. Volumen 4 de Coleção Romances do Brasil. Río de Janeiro, novela. Ed. Saraiva. 251 pp.
- 1964. “A culpa: romance”. Ed. Agir, 256 pp.
- 1968. “Deus não paga em dólar: romance”. Ed. NT. 374 pp.
- 1974. “Mulher objeto de cama e mesa”. Reeditó Mujer objeto de cama y mesa. Ed. Humanitas, 1984. 58 pp. ISBN 950-582-099-2
- 1975. Con Rose Marie Muraro, “Homem não entra”, 2000, para teatro
- 1977. Con Wilson Cunha. “A primeira vez ... à brasileira”. Ed. Nosso Tempo, 231 pp.
- 1978. “China: o nordeste que deu certo”. Coleção documento. Ed. Edições Nosso Tempo, 181 pp.
- 1981. Con Soledad López, “El gorrión es un pájaro azul: novela”. Volumen 41 de Libro compacto (Ediciones de la Torre): Literatura. 150 pp. ISBN 84-85866-05-3
- 1981. “O estandarte da agonia: romance”. Ed. Nova Fronteira, 223 pp.
- 1986. “O torturador em romaria”. Ed. Rocco, 235 pp.
- 1990. “Mulher, a quem pertence teu corpo?: uma reflexão sobre a sexualidade feminina”. Edición ilustrada Vozes. 59 pp.
- 1995. “A deusa do rádio e outros deuses”. Ed. Rosa dos Tempos. 254 pp. ISBN 85-01-04377-X
- 2000. “Jesus de Jaçanã: a história de um anjo da guarda que seguiu o sem-terra chamado Jesus”. Ed. Elevação, 137 pp. ISBN 85-86623-50-4
- 2000. “Selo das despedidas: romance”. Ed. Bluhm, 255 pp. ISBN 85-87970-02-X
- 2006. “Luiz, o santo ateu”. Ed. EDUFRN, y UFRN, 343 pp. ISBN 85-7273-266-7
- 2007. “Le cantique de Meméia”. Volumen 3986 de 10-18. Série Domaine étranger. Traducido por Paula Salnot, Inô Riou. Ed. 10-18, 175 pp. ISBN 2-264-04267-2
- 2007. “Le bourreau: roman”. Volumen 54 de Les Allusifs. Traducido por Paula Salnot, Inô Riou. Ed. Les Allusifs, 344 pp. ISBN 2-922868-57-5
- 2008. “La libertà è un passero blu”. Volumen 156 de Gli alianti. Traducido por	A. Di Munno. Ed. Marcos y Marcos. 208 pp. ISBN 88-7168-481-8
- 2009. “Francobollo d'addio”. Volumen 167 de Gli alianti. Traducido por	A. Di Munno. Ed. Marcos y Marcos, 245 pp. ISBN 88-7168-501-6
- 2010. “Passaporto per il mio corpo”. Volumen 175 de Gli alianti. Traducido por	D. Petruccioli. Ed. Marcos y Marcos, 301 pp. ISBN 88-7168-530-X
- 2010. “Les huits cahiers”. Traducido por Paula Salnot, Inô Riou. Ed. J'ai lu, 222 pp. ISBN 2-290-01269-6

## Honores
- 1966: presidenta del Sindicato de escritores

Epónimos
- "Espacio Cultural Cedim Heloneida Studart". Rua Camerino 51, Centro, Río de Janeiro.[4] El 3 de marzo de 2008, se la homenajeó con una placa